# Jean Vignaud (écrivain)
Pour les articles homonymes, voir Jean Vignaud (homonymie).

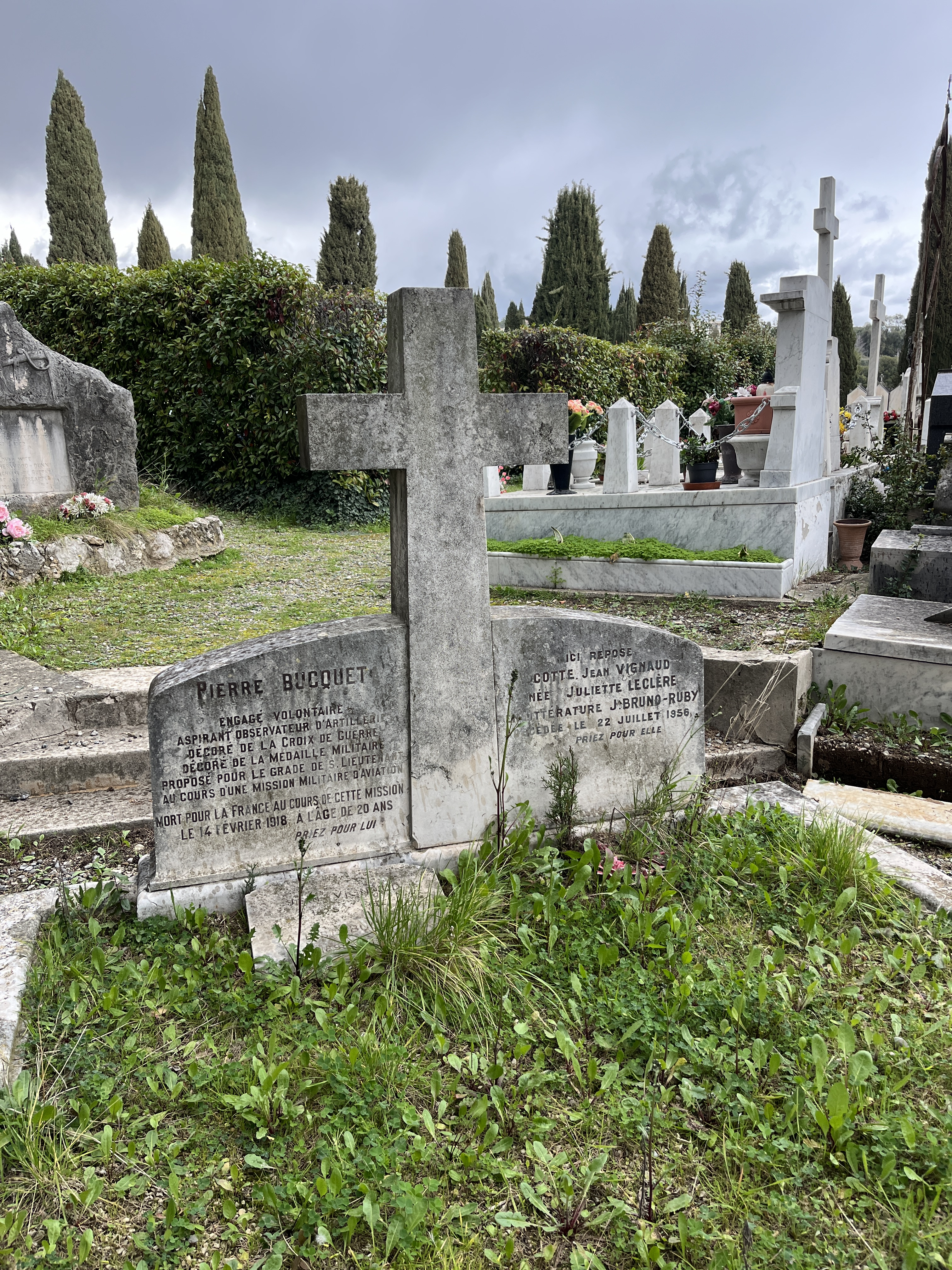
Sépulture de Jean Vignaud au cimetière Caucade à Nice.

Jean Vignaud, né le 24 septembre 1875 à Saintes et mort le 11 février 1962 à Nice, est un écrivain français.

## Biographie
Jean Vignaud est ancien élève de l'Ecole des Hautes Etudes de la Sorbonne.
En avril 1913, il se marie avec l'écrivaine Juliette Bruno-Ruby rencontrée lors d'un concours littéraire, le prix Excelsior, en février 1912.
Vignaud a été rédacteur et directeur littéraire au Petit Parisien et président de la Société des gens de lettres. Il est l'auteur d'une dizaine de romans dont trois ont été portés à l'écran.
Il a été propriétaire du "Moulin de Turquent" en Anjou. Il a été sacré "meunier honoraire du vin d'Anjou" par les membres de l'Association des Angevins à Paris.

## Collaboration littéraire
- Revue de Paris
- Revue d'art dramatique
- Petit Parisien
- Revue des Beaux-Arts
- Aurore
- Gil Blas
- Liberté
- Revue bleue

## Œuvres
- L'accueil (recueil de poèmes), Paris, Paul Ollendorff, 1901.
- Les amis du peuple (roman social), Paris, Bibliothèque Charpentier / E. Fasquelle, 1903.
- La Terre ensorcelée (recueil de contes), Bibliothèque Charpentier / E. Fasquelle, 1906.
- La passion de Claude Bernier (roman), Paris, Bibliothèque Charpentier / E. Fasquelle, 1909.
- Notre Maître, roman, Paris, P. Lafitte, 1912, prix littéraire d'Excelsior[3].
- Les sauveurs du monde, Paris, La Renaissance du livre, 1918.
- Niky (Roman de l’Émigration russe), Paris, Plon, 1922.
- La Maison du Maltais, Paris, Plon, 1926.
- Sarati le Terrible, opéra en quatre actes, livret de Jean Vignaud, musique de Francis Bousquet ; créé au Théâtre de l'Opéra-Comique, Paris, le 9 mai 1928.
- Vénus (roman), Paris, Albin Michel, 1928.
- Le Huitième Péché (roman), Paris, Albin Michel, 1931.
- L’Ange du 13e jour, Paris, Albin Michel, 1936, 315 p., in-16 (lire en ligne sur Gallica).
- L'Esprit contemporain, Paris, Éditions du Sagittaire, 1938.
- Frère Charles ou la Vie héroïque de Charles de Foucauld, Paris, Albin Michel, 1943.
- Fille de Loire, Paris, Éditions Aillaud, Bastos et Cie (coll. Les Deux Sirènes), 1947.
- Notre enfant, l'Algérie, Paris, Flammarion,1947.
- Saint François d'Assise et son message au monde, Paris, Bordas, 1950.

## Adaptation filmographie
- 1929 : Vénus réalisé par Louis Mercanton
- Sarati le Terrible
- La Maison du Maltais

## Distinctions[4]
- Commandeur de la Légion d'honneur en 1934
- Croix de guerre 1914–1918
- Officier de l'ordre du Mérite agricole
- Officier de l'Instruction publique
- Commandeur de l'ordre de la Couronne d'Italie[5]
- Officier de l'Ordre de l’Empire britannique (faits de guerre)
- Officier de l’Étoile de Roumanie